# فهرست مربیان باشگاه فوتبال اینتر میلان
باشگاه فوتبال اینتر میلان یک باشگاه حرفه‌ای فوتبال در شهر میلان، ایتالیا است. این باشگاه در ۹ مارس سال ۱۹۰۸ میلادی به وسیله گروهی که اعتقاد به استفاده از بازیکنان خارجی داشتند، تأسیس شده‌است. اولین بازی رسمی اینترناتزیوناله در ۱۰ ژانویه ۱۹۱۰ و در برابر رقیب همشهری خود یعنی آ. ث. میلان برگزار شد که با شکست ۳-۲ اینترناتزیوناله به پایان رسید. اینترناتزیوناله برای قهرمانی در مسابقات قهرمانی فوتبال ایتالیا، تنها دو سال صبر کرد و در سال ۱۹۱۰ اولین اسکودتو این باشگاه به ثبت رسید. باشگاه اینتر میلان دارای افتخارات متعددی همچون ۳ قهرمانی در جام باشگاه‌های اروپا/لیگ قهرمانان اروپا(دوبار به صورت متوالی در سال‌های ۱۹۶۴ و ۱۹۶۵ و دیگری در سال ۲۰۱۰)، ۳ قهرمانی در جام یوفا، ۲۰ قهرمانی در سری آ ایتالیا، ۹ قهرمانی در کوپا ایتالیا، ۸ قهرمانی در سوپر جام فوتبال ایتالیا، ۲ قهرمانی در جام بین قاره‌ای و ۱ قهرمانی در جام باشگاه‌های فوتبال جهان را در کارنامه دارد و با کسب ۴۶ جام، هشتمین تیم پرافتخار در پنج لیگ معتبر اروپایی است. این باشگاه از سال ۲۰۰۶ تا ۲۰۱۰، پنج عنوان لیگ به صورت متوالی به دست آورد که برابر با رکورد تمام دوران در آن زمان بود. در طول فصل ۱۰–۲۰۰۹، اینتر تحت هدایت ژوزه مورینیو تبدیل به اولین و تنها تیم ایتالیایی شد که توانسته‌است فاتح سه گانه شود و دومین تیمی لقب گرفت که موفق به کسب پنج جام در یک سال تقویمی می‌شود.
هلنیو هررا و روبرتو مانچینی موفق‌ترین مربیان باشگاه اینتر از لحاظ تعداد جام کسب شده هستند. هلینو هررا ۳ سری آ، ۲ جام باشگاه‌های اروپا و ۲ جام بین قاره‌ای به همراه اینتر کسب کرده‌است. همچنین هررا به مدت ۹ فصل از ۱۹۶۰ تا ۱۹۶۸ و یک بار در فصل ۷۴-۱۹۷۳ مربی باشگاه اینتر بوده که طولانی‌ترین زمان مربیگری در باشگاه اینتر به حساب می‌آید. روبرتو مانچینی ۳ سری آ، ۲ کوپا ایتالیا و ۲ سوپر جام فوتبال ایتالیا به همراه اینتر کسب کرده‌است.

## لیست مربیان باشگاه
از آغاز به کار باشگاه اینترمیلان تا کنون، مربیان مختلفی در این تیم کار کرده‌اند. لیست زیر تمام مربیان باشگاه اینتر از ابتدا تا به حال را نشان می‌دهد:

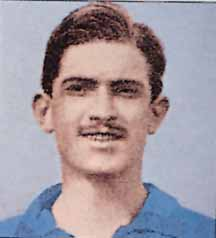
ویرجیلیو فوساتی اولین مربی باشگاه اینتر

هلنیو هررا مربی تیم افسانه ای "گرنده اینتر" و ملقب به "جادوگر"

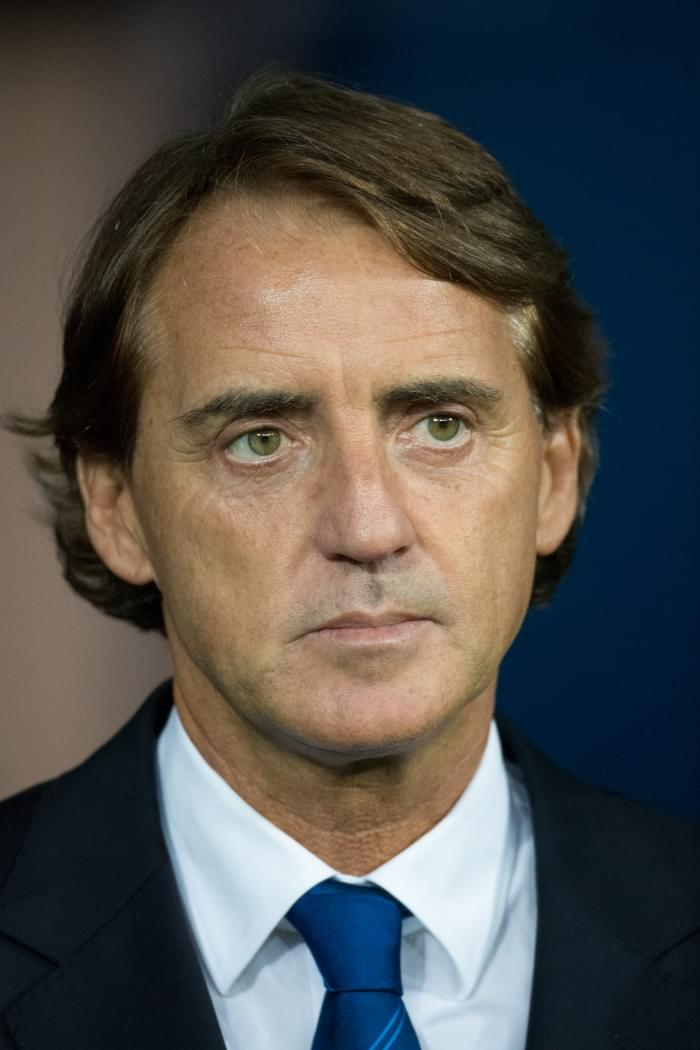
روبرتو مانچینی دومین مربی پرافتخار تاریخ باشگاه که سه اسکودتوی پیاپی را در سال‌های ۲۰۰۶، ۲۰۰۷ و ۲۰۰۸ برای اینتر به ارمغان آورد.

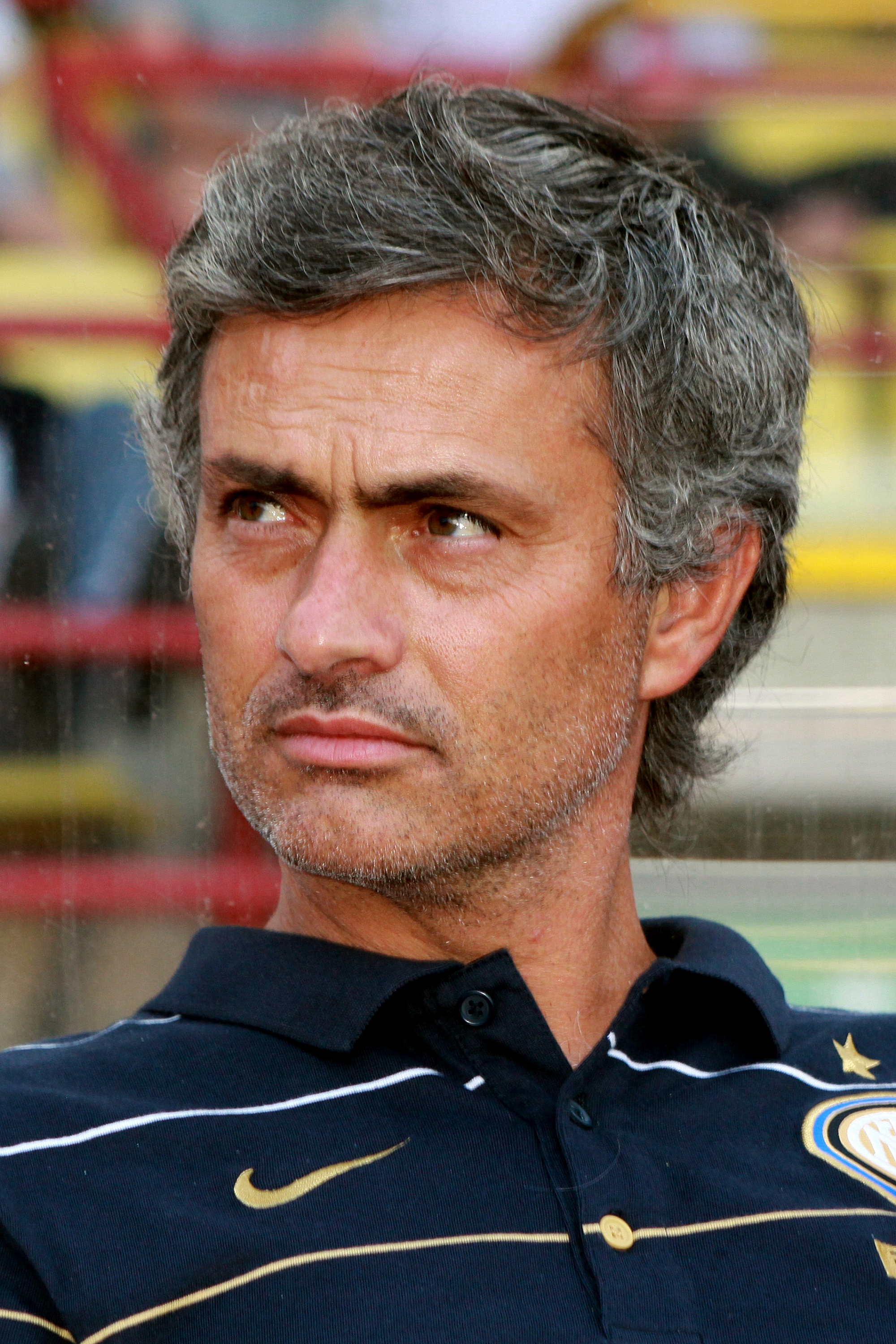
ژوزه مورینیو مربی اینتر بین سال‌های ۲۰۰۸ تا ۲۰۱۰ که موفق به فتح سه گانه شد.

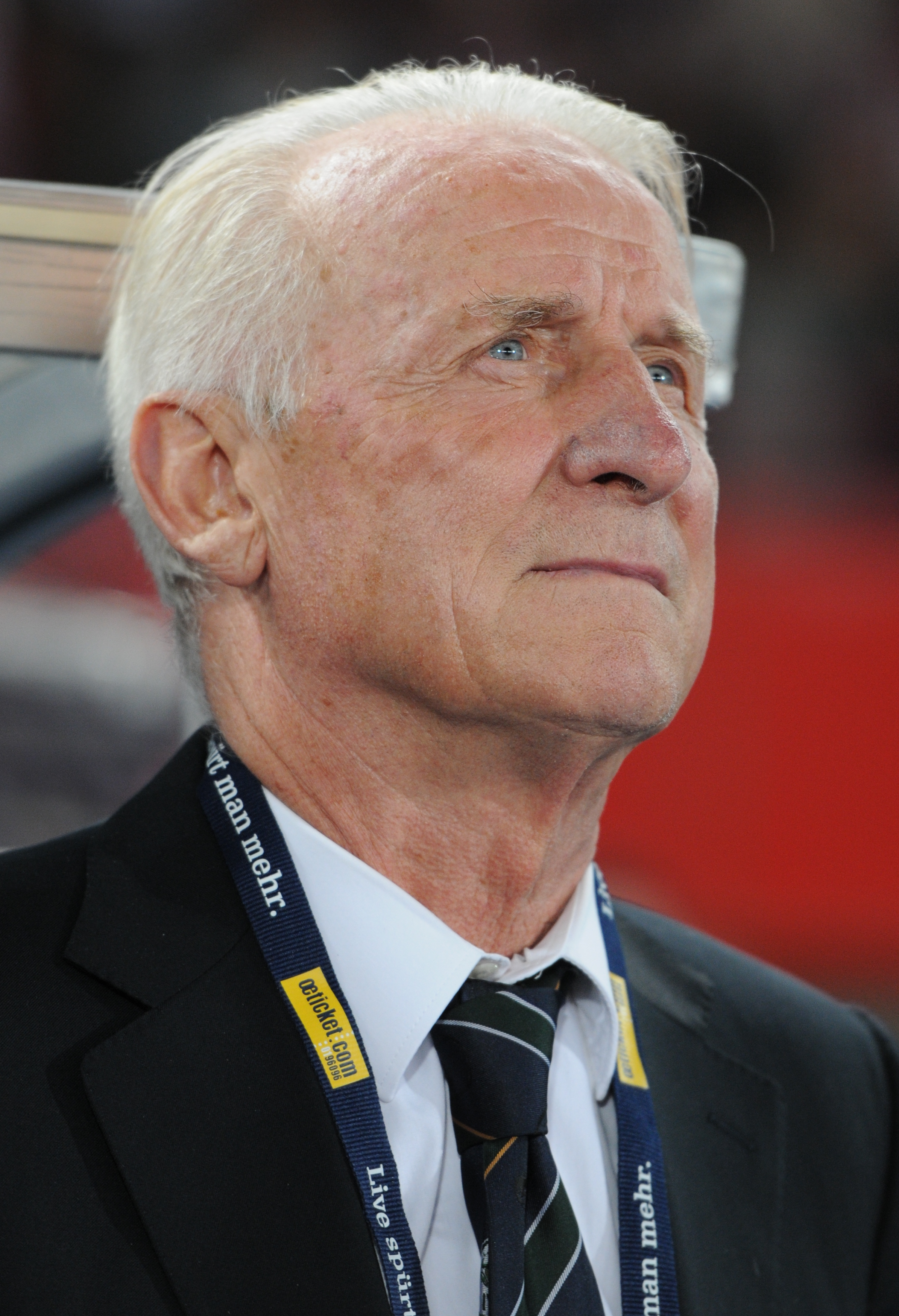
جووانی تراپاتونی مربی باشگاه بین سال‌های ۱۹۸۶ تا ۱۹۹۱ که سه جام برای اینتر کسب کرد.

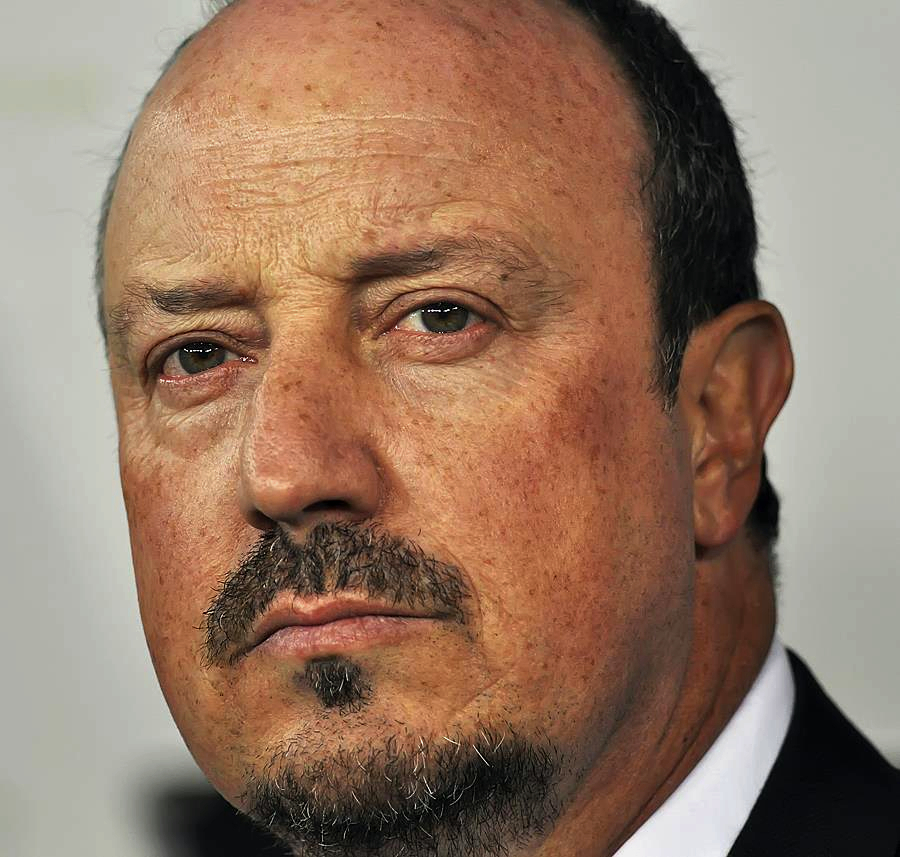
رافائل بنیتز در سال ۲۰۱۰، اولین قهرمانی جام باشگاه‌های فوتبال جهان را با اینتر به دست آورد.

| نام                           | ملیت     | سال       |
| ----------------------------- | -------- | --------- |
| ویرجیلیو فوساتی               | ایتالیا  | ۱۹۱۵–۱۹۰۹ |
| نینو رسِگوتی فرانچسکو مائورو   | ایتالیا  | ۱۹۲۰–۱۹۱۹ |
| باب اسپاتیسوود                | انگلستان | ۱۹۲۴–۱۹۲۲ |
| پائولو شیدلر                  | ایتالیا  | ۱۹۲۶–۱۹۲۴ |
| آرپاد وِیز                     | مجارستان | ۱۹۲۸–۱۹۲۶ |
| جوزف ویولا                    | مجارستان | ۱۹۲۹–۱۹۲۸ |
| آرپاد وِیز                     | مجارستان | ۱۹۳۱–۱۹۲۹ |
| ایستوان توث                   | مجارستان | ۱۹۳۲–۱۹۳۱ |
| آرپاد وِیز                     | مجارستان | ۱۹۳۴–۱۹۳۲ |
| جیولا فلدمان                  | مجارستان | ۱۹۳۶–۱۹۳۴ |
| آلبینو کارارو                 | ایتالیا  | ۱۹۳۶      |
| آرماندو کاستلازی              | ایتالیا  | ۱۹۳۸–۱۹۳۶ |
| تونی کارگنلی                  | اتریش    | ۱۹۴۰–۱۹۳۸ |
| جیوسپه پروکتی ایتالو زامبرلتی | ایتالیا  | ۱۹۴۰-۱۹۴۱ |
| ایوو فیورنتینی                | ایتالیا  | ۱۹۴۲–۱۹۴۱ |
| جووانی فراری                  | ایتالیا  | ۱۹۴۳–۱۹۴۲ |
| کارلو کارکانو                 | ایتالیا  | ۱۹۴۶–۱۹۴۵ |
| نینو نوتریزیو                 | ایتالیا  | ۱۹۴۶      |
| جوزپه مئاتزا                  | ایتالیا  | ۱۹۴۸–۱۹۴۷ |
| کارلو کارکانو                 | ایتالیا  | ۱۹۴۸      |
| دای آستلی                     | ولز      | ۱۹۴۸      |
| جولیو کاپلی                   | ایتالیا  | ۱۹۵۰–۱۹۴۹ |
| آلدو اولیویری                 | ایتالیا  | ۱۹۵۲–۱۹۵۰ |
| آلفردو فونی                   | ایتالیا  | ۱۹۵۵–۱۹۵۲ |
| آلدو کامپاتلی                 | ایتالیا  | ۱۹۵۵      |
| جوزپه مئاتزا                  | ایتالیا  | ۱۹۵۶–۱۹۵۵ |
| آنیباله فروسی                 | ایتالیا  | ۱۹۵۶      |
| لوئیجی فررو                   | ایتالیا  | ۱۹۵۷      |
| جوزپه مئاتزا                  | ایتالیا  | ۱۹۵۷      |
| جسی کارور                     | انگلستان | ۱۹۵۸–۱۹۵۷ |
| جوزپه بیگونیو                 | ایتالیا  | ۱۹۵۸      |
| آلدو کامپاتلی                 | ایتالیا  | ۱۹۶۰–۱۹۵۹ |
| کامیلو آکیلی                  | ایتالیا  | ۱۹۶۰      |
| جولیو کاپلی                   | ایتالیا  | ۱۹۶۰      |
| هلنیو هررا                    | آرژانتین | ۱۹۶۸–۱۹۶۰ |
| آلفردو فونی                   | ایتالیا  | ۱۹۶۹–۱۹۶۸ |
| هریبرتو هررا                  | پاراگوئه | ۱۹۷۱–۱۹۶۹ |
| جووانی اینورنیتزی             | ایتالیا  | ۱۹۷۳–۱۹۷۱ |
| انه آ ماسیه رو                | ایتالیا  | ۱۹۷۳      |
| هلنیو هررا                    | آرژانتین | ۱۹۷۳      |
| انه آ ماسیه رو                | ایتالیا  | ۱۹۷۴      |

| نام                 | ملیت     | سال       |
| ------------------- | -------- | --------- |
| لوییز سوارز         | اسپانیا  | ۱۹۷۵–۱۹۷۴ |
| جوزپه کیاپلا        | ایتالیا  | ۱۹۷۷–۱۹۷۶ |
| ائوجنیو برسلینی     | ایتالیا  | ۱۹۸۲–۱۹۷۷ |
| رینو مارکسی         | ایتالیا  | ۱۹۸۳–۱۹۸۲ |
| لوئیجی رادیچه       | ایتالیا  | ۱۹۸۴–۱۹۸۳ |
| ایلاریو کاستانیر    | ایتالیا  | ۱۹۸۶–۱۹۸۴ |
| ماریو کورسو         | ایتالیا  | ۱۹۸۶      |
| جووانی تراپاتونی    | ایتالیا  | ۱۹۹۱–۱۹۸۶ |
| کورادو اوریکو       | ایتالیا  | ۱۹۹۱      |
| لوییز سوارز         | اسپانیا  | ۱۹۹۲      |
| اوسوالدو بانیولی    | ایتالیا  | ۱۹۹۴–۱۹۹۲ |
| جیامپیرو مارینی     | ایتالیا  | ۱۹۹۴      |
| اوتاویو بیانکی      | ایتالیا  | ۱۹۹۵–۱۹۹۴ |
| لوییز سوارز         | اسپانیا  | ۱۹۹۵      |
| روی هاجسون          | انگلستان | ۱۹۹۷–۱۹۹۵ |
| لوچانو کاستلینی     | ایتالیا  | ۱۹۹۷      |
| لوئیجی سیمونی       | ایتالیا  | ۱۹۹۸–۱۹۹۷ |
| میرچا لوچسکو        | رومانی   | ۱۹۹۹–۱۹۹۸ |
| لوچانو کاستلینی     | ایتالیا  | ۱۹۹۹      |
| روی هاجسون          | انگلستان | ۱۹۹۹      |
| مارچلو لیپی         |          | ۲۰۰۰–۱۹۹۹ |
| مارکو تاردلی        |          | ۲۰۰۱–۲۰۰۰ |
| هکتور کوپر          |          | ۲۰۰۳–۲۰۰۱ |
| کورادو وردلی        |          | ۲۰۰۳      |
| آلبرتو زاکرونی      |          | ۲۰۰۴–۲۰۰۳ |
| روبرتو مانچینی      |          | ۲۰۰۸–۲۰۰۴ |
| ژوزه مورینیو        |          | ۲۰۱۰–۲۰۰۸ |
| رافائل بنیتز        |          | ۲۰۱۰      |
| لئوناردو            |          | ۲۰۱۱–۲۰۱۰ |
| جان پیرو گاسپرینی   |          | ۲۰۱۱      |
| کلودیو رانیری       |          | ۲۰۱۲–۲۰۱۱ |
| آندره آ استراماچونی |          | ۲۰۱۳–۲۰۱۲ |
| والتر ماتزاری       |          | ۲۰۱۴–۲۰۱۳ |
| روبرتو مانچینی      |          | ۲۰۱۶–۲۰۱۴ |
| فرانک دی بوئر       |          | ۲۰۱۶      |
| استفانو پیولی       |          | ۲۰۱۷–۲۰۱۶ |
| لوچانو اسپالتی      |          | ۲۰۱۹–۲۰۱۷ |
| آنتونیو کونته       |          | ۲۰۲۱–۲۰۱۹ |
| سیمونه اینزاگی      |          | ۲۰۲۱–     |

## لیست مربیان باشگاه اینتر بر پایه جام‌های کسب شده
| نام               | سری آ | کوپا ایتالیا | سوپر جام ایتالیا | لیگ قهرمانان اروپا | جام یوفا | جام بین قاره ای | جام باشگاه‌های فوتبال جهان | مجموع |
| ----------------- | ----- | ------------ | ---------------- | ------------------ | -------- | --------------- | ------------------------- | ----- |
| هلنیو هررا        | ۳     |              |                  | ۲                  |          | ۲               |                           | ۷     |
| روبرتو مانچینی    | ۳     | ۲            | ۲                |                    |          |                 |                           | ۷     |
| سیمونه اینزاگی    | ۱     | ۲            | ۳                |                    |          |                 |                           | ۶     |
| ژوزه مورینیو      | ۲     | ۱            | ۱                | ۱                  |          |                 |                           | ۵     |
| ائوجنیو برسلینی   | ۱     | ۲            |                  |                    |          |                 |                           | ۳     |
| جووانی تراپاتونی  | ۱     |              | ۱                |                    | ۱        |                 |                           | ۳     |
| تونی کارگنلی      | ۱     | ۱            |                  |                    |          |                 |                           | ۲     |
| آلفردو فونی       | ۲     |              |                  |                    |          |                 |                           | ۲     |
| رافائل بنیتز      |       |              | ۱                |                    |          |                 | ۱                         | ۲     |
| ویرجیلیو فوساتی   | ۱     |              |                  |                    |          |                 |                           | ۱     |
| فرانچسکو مائورو   | ۱     |              |                  |                    |          |                 |                           | ۱     |
| آرپاد وِیز         | ۱     |              |                  |                    |          |                 |                           | ۱     |
| آرماندو کاستلازی  | ۱     |              |                  |                    |          |                 |                           | ۱     |
| جووانی اینورنیتزی | ۱     |              |                  |                    |          |                 |                           | ۱     |
| آنتونیو کونته     | ۱     |              |                  |                    |          |                 |                           | ۱     |
| جیامپیرو مارینی   |       |              |                  |                    | ۱        |                 |                           | ۱     |
| لوئیجی سیمونی     |       |              |                  |                    | ۱        |                 |                           | ۱     |
| لئوناردو          |       | ۱            |                  |                    |          |                 |                           | ۱     |
| مجموع             | ۲۰    | ۹            | ۸                | ۳                  | ۳        | ۲               | ۱                         | ۴۶    |

## آمار و ارقام مربیان
تا ۱۰  مه  ۲۰۲۴
| نام                 | ملیت     | فصل‌ها | مسابقات | پیروزی‌ها | تساوی‌ها | شکست‌ها | درصد پیروزی | میانگین امتیاز |
| ------------------- | -------- | ----- | ------- | -------- | ------- | ------ | ----------- | -------------- |
| کامیلو آکیلی        | ایتالیا  | ۱     | ۳۰      | ۱۱       | ۱۰      | ۹      | ۳۶٫۶۶٪      | ۱٫۴۳           |
| دای آستلی           | ولز      | ۱     | ۲۵      | ۱۲       | ۸       | ۵      | ۴۸٫۰۰٪      | ۱٫۷۶           |
| اسوالدو بانیولی     | ایتالیا  | ۲     | ۷۴      | ۳۶       | ۲۴      | ۱۴     | ۴۸٫۶۴٪      | ۱٫۷۸           |
| رافائل بنیتز        | اسپانیا  | ۱     | ۲۵      | ۱۲       | ۶       | ۷      | ۴۸٫۰۰٪      | ۱٫۶۸           |
| ائوجنیو برسلینی     | ایتالیا  | ۵     | ۲۰۷     | ۹۲       | ۸۰      | ۳۵     | ۴۴٫۴۴٪      | ۱٫۷            |
| اوتاویو بیانکی      | ایتالیا  | ۲     | ۴۸      | ۲۱       | ۱۲      | ۱۵     | ۴۳٫۷۵٪      | ۱٫۵۶           |
| جوزپه بیگونیو       | ایتالیا  | ۱     | ۲۷      | ۱۶       | ۶       | ۵      | ۵۹٫۲۵٪      | ۲              |
| آلدو کامپاتلی       | ایتالیا  | ۳     | ۵۳      | ۲۶       | ۱۱      | ۱۶     | ۴۹٫۰۵٪      | ۱٫۶۸           |
| جولیو کاپلی         | ایتالیا  | ۳     | ۵۹      | ۳۵       | ۱۴      | ۱۰     | ۵۹٫۳۲٪      | ۲٫۰۲           |
| کارلو کارکانو       | ایتالیا  | ۳     | ۷۴      | ۳۱       | ۱۶      | ۲۷     | ۴۱٫۸۹٪      | ۱٫۴۷           |
| تونی کارگنلی        | اتریش    | ۲     | ۶۹      | ۴۰       | ۱۴      | ۱۵     | ۵۷٫۹۷٪      | ۱٫۹۴           |
| آلبینو کارارو       | ایتالیا  | ۱     | ۲۱      | ۱۳       | ۵       | ۳      | ۶۱٫۹۰٪      | ۲٫۱            |
| جسی کارور           | انگلستان | ۱     | ۴۰      | ۱۳       | ۱۳      | ۱۴     | ۳۲٫۵۰٪      | ۱٫۳            |
| ایلاریو کاستانیر    | ایتالیا  | ۲     | ۷۰      | ۳۷       | ۲۰      | ۱۳     | ۵۲٫۸۵٪      | ۱٫۸۷           |
| آرماندو کاستلازی    | ایتالیا  | ۲     | ۷۲      | ۳۳       | ۲۳      | ۱۶     | ۴۵٫۸۳٪      | ۱٫۶۹           |
| لوچانو کاستلینی     | ایتالیا  | ۲     | ۶       | ۲        | ۲       | ۲      | ۳۳٫۳۳٪      | ۱٫۳۳           |
| جوزپه کیاپلا        | ایتالیا  | ۲     | ۸۳      | ۳۸       | ۲۷      | ۱۸     | ۴۵٫۷۸٪      | ۱٫۷            |
| آنتونیو کونته       | ایتالیا  | ۲     | ۱۰۲     | ۶۴       | ۲۳      | ۱۵     | ۶۲٫۷۵٪      | ۲٫۱۱           |
| ماریو کورسو         | ایتالیا  | ۱     | ۳۰      | ۱۳       | ۷       | ۱۰     | ۴۳٫۳۳٪      | ۱٫۵۳           |
| هکتور کوپر          | آرژانتین | ۳     | ۱۱۰     | ۵۷       | ۳۱      | ۲۲     | ۵۱٫۸۱٪      | ۱٫۸۴           |
| فرانک دی بوئر       | هلند     | ۱     | ۱۴      | ۵        | ۲       | ۷      | ۳۵٫۷۱٪      | ۱٫۲۱           |
| جیولا فلدمان        | مجارستان | ۲     | ۵۹      | ۲۸       | ۲۰      | ۱۱     | ۴۷٫۴۵٪      | ۱٫۷۶           |
| جووانی فراری        | ایتالیا  | ۱     | ۳۱      | ۱۵       | ۴       | ۱۲     | ۴۸٫۳۸٪      | ۱٫۵۸           |
| لوئیجی فررو         | ایتالیا  | ۱     | ۲۳      | ۸        | ۱۱      | ۴      | ۳۴٫۷۸٪      | ۱٫۵۲           |
| ایوو فیورنتینی      | ایتالیا  | ۱     | ۳۱      | ۷        | ۱۲      | ۱۲     | ۲۲٫۵۸٪      | ۱٫۰۶           |
| آلفردو فونی         | ایتالیا  | ۴     | ۱۳۵     | ۶۶       | ۴۱      | ۲۸     | ۴۸٫۸۸٪      | ۱٫۷۷           |
| ویرجیلیو فوساتی     | ایتالیا  | ۶     | ۱۱۰     | ۶۹       | ۹       | ۳۲     | ۶۲٫۷۲٪      | ۱٫۹۶           |
| آنیباله فروسی       | ایتالیا  | ۱     | ۲۳      | ۸        | ۱۱      | ۴      | ۳۴٫۷۸٪      | ۱٫۵۲           |
| جان پیرو گاسپرینی   | ایتالیا  | ۱     | ۵       | ۰        | ۱       | ۴      | ۰٫۰۰٪       | ۰٫۲            |
| هریبرتو هررا        | پاراگوئه | ۲     | ۵۶      | ۲۷       | ۱۵      | ۱۴     | ۴۸٫۲۱٪      | ۱٫۷۱           |
| هلنیو هررا          | آرژانتین | ۹     | ۳۶۶     | ۲۰۵      | ۹۳      | ۶۸     | ۵۶٫۰۱٪      | ۱٫۹۳           |
| روی هاجسون          | انگلستان | ۳     | ۸۹      | ۴۰       | ۲۶      | ۲۳     | ۴۴٫۹۴٪      | ۱٫۶۴           |
| جووانی اینورنیتزی   | ایتالیا  | ۳     | ۱۰۰     | ۵۴       | ۲۶      | ۲۰     | ۵۴٫۰۰٪      | ۱٫۸۸           |
| سیمونه اینزاگی      | ایتالیا  | ۳     | ۱۵۶     | ۱۰۴      | ۲۶      | ۲۶     | ۶۶٫۶۷٪      | ۲٫۱۷           |
| لئوناردو            | برزیل    | ۱     | ۳۲      | ۲۲       | ۳       | ۷      | ۶۸٫۷۵٪      | ۲٫۱۶           |
| مارچلو لیپی         | ایتالیا  | ۲     | ۵۰      | ۲۵       | ۱۱      | ۱۴     | ۵۰٫۰۰٪      | ۱٫۷۲           |
| میرچا لوچسکو        | رومانی   | ۱     | ۲۲      | ۷        | ۵       | ۱۰     | ۳۱٫۸۱٪      | ۱٫۱۸           |
| روبرتو مانچینی      | ایتالیا  | ۶     | ۳۰۳     | ۱۷۶      | ۷۸      | ۴۹     | ۵۸٫۰۸٪      | ۲              |
| رینو مارکسی         | ایتالیا  | ۱     | ۴۷      | ۲۰       | ۱۷      | ۱۰     | ۴۲٫۵۵٪      | ۱٫۶۴           |
| جیامپیرو مارینی     | ایتالیا  | ۱     | ۱۸      | ۶        | ۲       | ۱۰     | ۳۳٫۳۳٪      | ۱٫۱۱           |
| انه آ ماسیه رو      | ایتالیا  | ۲     | ۳۲      | ۱۵       | ۹       | ۸      | ۴۶٫۸۷٪      | ۱٫۶۹           |
| فرانچسکو مائورو     | ایتالیا  | ۱     | ۲۳      | ۱۷       | ۵       | ۱      | ۷۳٫۹۱٪      | ۲٫۴۳           |
| والتر ماتزاری       | ایتالیا  | ۲     | ۵۸      | ۲۵       | ۲۱      | ۱۲     | ۴۳٫۱۰٪      | ۱٫۶۶           |
| جوزپه مئاتزا        | ایتالیا  | ۴     | ۸۲      | ۳۷       | ۱۵      | ۳۰     | ۴۵٫۱۲٪      | ۱٫۵۴           |
| ژوزه مورینیو        | پرتغال   | ۲     | ۱۰۸     | ۶۸       | ۲۵      | ۱۵     | ۶۲٫۹۶٪      | ۲٫۱۲           |
| نینو نوتریزیو       | ایتالیا  | ۱     | ۱۹      | ۱۰       | ۳       | ۶      | ۵۲٫۶۳٪      | ۱٫۷۴           |
| آلدو اولیویری       | ایتالیا  | ۲     | ۷۶      | ۴۸       | ۱۳      | ۱۵     | ۶۳٫۱۵٪      | ۲٫۰۷           |
| کورادو اوریکو       | ایتالیا  | ۱     | ۲۳      | ۸        | ۱۱      | ۴      | ۳۴٫۷۸٪      | ۱٫۵۲           |
| جیوسپه پروکتی       | ایتالیا  | ۱     | ۳۱      | ۱۴       | ۷       | ۱۰     | ۴۵٫۱۶٪      | ۱٫۵۸           |
| استفانو پیولی       | ایتالیا  | ۱     | ۲۷      | ۱۴       | ۳       | ۱۰     | ۵۱٫۸۵٪      | ۱٫۶۷           |
| لوئیجی رادیچه       | ایتالیا  | ۱     | ۴۱      | ۱۶       | ۱۳      | ۱۲     | ۳۹٫۰۲٪      | ۱٫۴۹           |
| کلودیو رانیری       | ایتالیا  | ۱     | ۳۵      | ۱۷       | ۵       | ۱۳     | ۴۸٫۵۷٪      | ۱٫۶            |
| نینو رسِگوتی         | ایتالیا  | ۱     | ۲۳      | ۱۷       | ۵       | ۱      | ۷۳٫۹۱٪      | ۲٫۴۳           |
| پائولو شیدلر        | ایتالیا  | ۲     | ۴۴      | ۲۲       | ۶       | ۱۶     | ۵۰٫۰۰٪      | ۱٫۶۴           |
| لوئیجی سیمونی       | ایتالیا  | ۲     | ۷۳      | ۴۵       | ۱۲      | ۱۶     | ۶۱٫۶۴٪      | ۲٫۰۱           |
| لوچانو اسپالتی      | ایتالیا  | ۲     | ۹۰      | ۴۵       | ۲۶      | ۱۹     | ۵۰٫۰۰٪      | ۱٫۷۹           |
| باب اسپاتیسوود      | انگلستان | ۲     | ۴۷      | ۲۱       | ۱۱      | ۱۵     | ۴۴٫۶۸٪      | ۱٫۵۷           |
| آندره آ استراماچونی | ایتالیا  | ۲     | ۶۵      | ۳۱       | ۱۱      | ۲۳     | ۴۷٫۶۹٪      | ۱٫۶            |
| لوییس سوارز         | اسپانیا  | ۳     | ۷۶      | ۳۱       | ۲۴      | ۲۱     | ۴۰٫۷۸٪      | ۱٫۵۴           |
| مارکو تاردلی        | ایتالیا  | ۱     | ۴۰      | ۱۵       | ۱۳      | ۱۲     | ۳۷٫۵۰٪      | ۱٫۴۵           |
| ایستوان توث         | مجارستان | ۱     | ۳۴      | ۱۵       | ۸       | ۱۱     | ۴۴٫۱۱٪      | ۱٫۵۶           |
| جووانی تراپاتونی    | ایتالیا  | ۵     | ۲۳۰     | ۱۲۶      | ۵۹      | ۴۵     | ۵۴٫۷۸٪      | ۱٫۹            |
| استفانو وکی         | ایتالیا  | ۱     | ۵       | ۳        | ۰       | ۲      | ۶۰٫۰۰٪      | ۱٫۸            |
| کورادو وردلی        | ایتالیا  | ۱     | ۱       | ۰        | ۰       | ۱      | ۰٫۰۰٪       | ۰              |
| جوزف ویولا          | مجارستان | ۱     | ۲۵      | ۱۲       | ۳       | ۱۰     | ۴۸٫۰۰٪      | ۱٫۵۶           |
| آرپاد وِیز           | مجارستان | ۶     | ۲۱۲     | ۱۱۰      | ۴۷      | ۵۵     | ۵۱٫۸۸٪      | ۱٫۷۸           |
| آلبرتو زاکرونی      | ایتالیا  | ۱     | ۴۳      | ۱۸       | ۱۴      | ۱۱     | ۴۱٫۸۶٪      | ۱٫۵۸           |
| ایتالو زامبرلتی     | ایتالیا  | ۱     | ۳۱      | ۱۴       | ۷       | ۱۰     | ۴۵٫۱۶٪      | ۱٫۵۸           |